# 阿尔科内拉
阿尔科内拉，是西班牙埃斯特雷马杜拉巴达霍斯省的一个市镇。总面积33平方公里，总人口729人（2001年），人口密度22人/平方公里。